# Història d'Haití
Els inicis de la història d'Haití comencen amb el desembarcament de Cristòfor Colom a l'illa de la Hispaniola, encara que fa milers d'anys que l'illa està poblada. El país va passar a anomenar-se Haití a partir de 1801, per la qual cosa l'ús dels termes Haití o haitià per fets anteriors a aquesta data representa, per descomptat, una perspectiva des del present.

## Primers habitants d'Haití

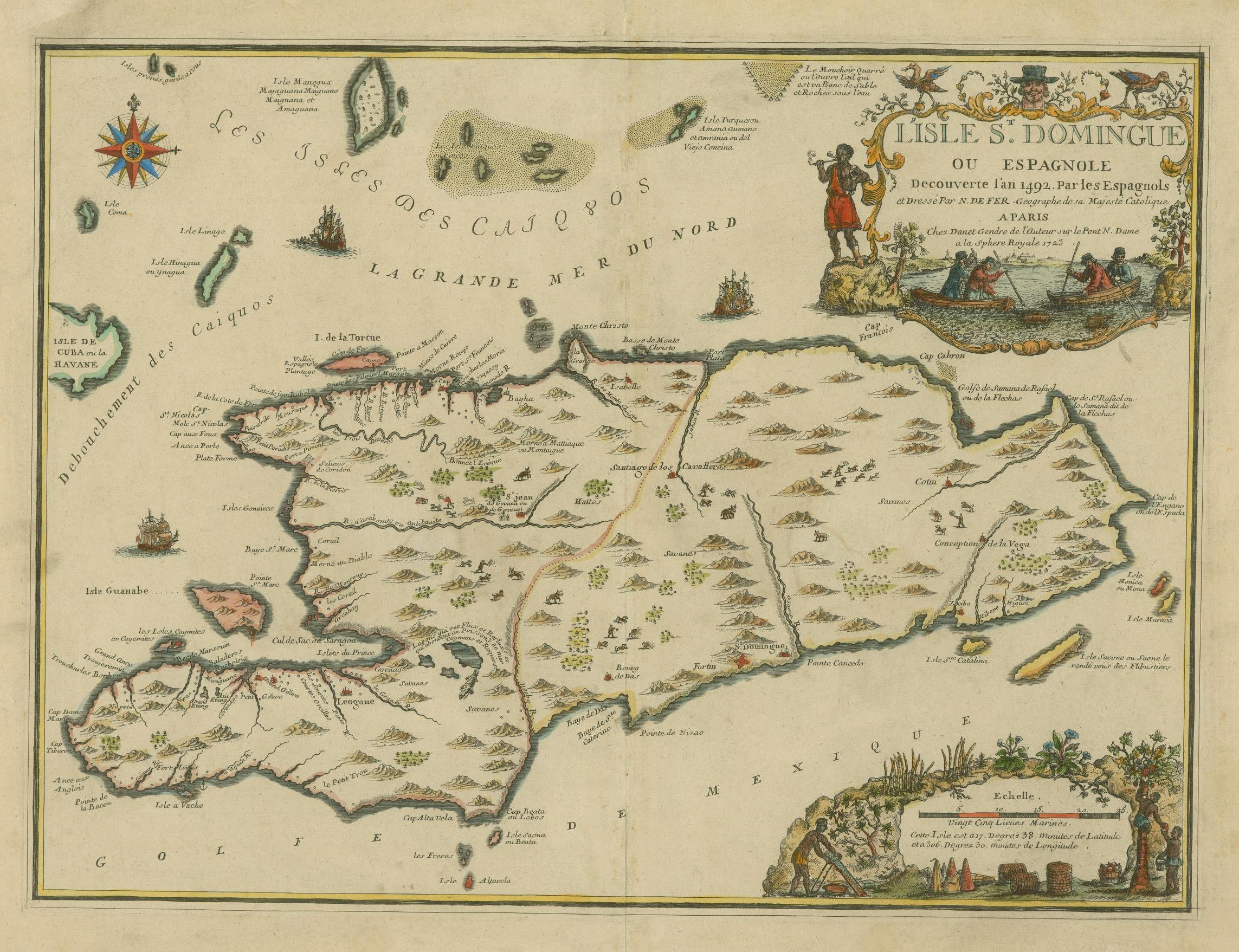
Mapa de l'illa de 1723.

Els primers pobladors d'Haití, ocupants de la part occidental de l'illa Espanyola o Hispaniola, van arribar a l'illa diversos milers d'anys abans de Crist, possiblement cap al 7000 aC. La seva procedència pot haver estat Florida o Yucatán. Es tractava de caçadors, recol·lectors i pescadors, que indubtablement eren navegants. A partir de l'any 300 es registra la presència de ceràmica i agricultura introduïdes per migracions a les Antilles procedents de l'actual Veneçuela. Després de l'arribada a l'illa de poblacions d'arawak, des de l'any 1000 es desenvolupa la cultura taïna. A l'arribada dels europeus, l'illa estava dividida en els anomenats "cacicazgos de Quisqueya". La població total de l'illa, previ al primer contacte amb els europeus, és objecte d'estimacions molt dispars. Algunes fonts estimen la població en alguns centenars de milers, altres diversos milions. En la seva Brevíssima relació de la destrucció de les Índies, Fra Bartolomé de las Casas va estimar la població de l'illa en 3 milions, mentre que Williams Bastidas esmenta la xifra de 2 milions. Aquestes estimacions, fetes poques dècades després de la colonització, són considerades exagerades per molts, encara que també altres les consideren minses.

## Conquesta espanyola i extermini dels indígenes
L'arribada de Colom a l'illa es va produir durant el primer viatge del descobriment d'Amèrica el dia 5 de desembre de 1492. Part de la tripulació es queda a l'illa on s'estableix en un petit fort a la part nord de l'illa, en l'actual República Dominicana, que anomena «El Nadal». En el segon viatge, Colom comprova que els mariners han estat assassinats pels habitants de l'illa.
Colom va seguir el seu viatge i fins anys després no va tornar. Comença després la colonització de l'illa fundant diverses poblacions. La població local va ser esclavitzada per treballar en les plantacions i en les mines. Es van produir diversos intents de rebel·lió seguits de repressions brutals. La introducció de malalties europees, per les quals els indígenes no tenien defensa, sumat a fams, matances, i les terribles condicions dels indígenes esclavitzats, van conduir a un descens abrupte de la població que el 1506 no superava els 60.000, incloent als europeus, i es considera virtualment extinta a partir de 1540. La cultura indígena va ser totalment aniquilada mentre que els pocs supervivents van ser assimilats a la resta de la població.
Durant els seus primers anys la colònia va mostrar un gran auge, però amb les conquestes espanyoles al continent americà (fonamentalment les de Mèxic i el Perú), la colònia va entrar en una llarga decadència, en què la zona occidental de l'illa va ser progressivament abandonada.

## Domini francès

### Cessió de la part occidental a França
La petita illa de la Tortuga, situada a prop de la costa nord de l'illa, va ser base d'operacions de saqueig de les illes contigües pels pirates associats a la Germanor Germans de la Costa que es dividien en filibusters, que aguaitaven les preses i es llançaven a l'abordatge; bucaners, normalment francesos que es dedicaven a caçar animals o a robar de les hisendes per assecar els cuirs i fumar la carn que venien o canviaven, i els habitants, que eren els menys perillosos pel fet que es dedicaven al cultiu del camp. Dirigits per Levasseur, havien enfortit l'illa i s'havien posat sota el protectorat de Lluís XIII de França.
El 1652 els francesos van saquejar San Juan de los Remedios, a Cuba, i les autoritats de Santo Domingo els van expulsar per més que l'illa tornés el 1660 a poder dels francesos.
A partir d'allí els francesos van començar a colonitzar la zona occidental de l'illa, que havia estat abandonada pels espanyols. El 1697 el tractat de Ryswick formalitza la cessió d'aquesta zona a França. La part francesa va prendre el nom de Saint-Domingue. La primera capital va ser Cap-Français (actual Cap-Haïtien) port situat al nord del país.

### Auge del sistema de plantacions
L'illa aviat es va transformar en la principal colònia francesa i, possiblement la més rica colònia del món, gràcies a la proliferació de plantacions de sucre (arribant a representar la meitat del consum d'Europa), cafè, i altres productes. El sistema de plantacions va estar basat en l'ús de gran quantitat d'esclaus, que vivint i treballant en penoses condicions morien ràpidament, el que obligava a massives importacions de nous esclaus. La societat s'organitzava en diferents grups basats en la puresa racial i el poder econòmic.

#### Grans blancs
Aquest grup estava conformat pels funcionaris del govern francès i els amos de les grans plantacions. Aquests eren la cúspide de la piràmide social de la colònia, també van ser coneguts com la burgesia colonial esclavista 

#### Petits blancs
Aquest grup estava format per blancs que no posseïen terres i que treballaven en tasques comercials i artesanals. Era un grup molt conflictiu perquè tenien forts recels dels mulats als que consideraven inferiors però que moltes vegades posseïen fortunes molt superiors.

#### Mulats i negres lliures
Un grup molt heterogeni. Normalment pretenien emular la vida i els costums francesos. Els seus membres portaven compte precís del percentatge de sang negra que portaven en la seva sang de manera que aquells que tenien menys percentatge es trobaven en un nivell social més alt. Aquesta classificació era tan precisa que tenia 32 nivells diferents amb diferents noms per a cada nivell de color.

#### Esclaus
El nombre d'esclaus superava al de blancs en una proporció de més de 20 a 1, al voltant del 80 per cent treballava en les plantacions. El seu origen era molt variat, ja que pertanyien a molt diverses ètnies amb costums i llenguatges molt diferents. Això contribuiria, unit al tràfic d'esclaus continu, les morts primerenques, les malalties i les fuites, al sorgiment d'un idioma producte de la barreja de diferents llengües africanes. Avui dia l'idioma del poble haitià és el crioll haitià (creole), resultat d'aquesta barreja.

#### Negres cimarrons
El terme negre cimarrón, que té origen en el Santo Domingo espanyol, vol dir salvatge, i s'aplica als esclaus que fugien dels seus amos i que moltes vegades es refugiaven a les muntanyes, ja sigui en forma solitària o formant petites comunitats. Tot i que el seu nombre va romandre limitat, la seva importància ha estat fonamental, ja que aquests fugitius rondaven les plantacions per proveir-se de queviures i encoratjaven als esclaus a rebel·lar-se. Entre 1751 i 1758 Mackandal, un esclau cimarró nascut a l'Àfrica, a partir d'haver perdut un braç en les tasques d'una plantació sucrera, fuig a les muntanyes des d'on ataca freqüentment les plantacions, matant blancs, moltes vegades amb l'ajuda de verins, i encoratjant als negres a revoltar-se. Finalment va ser capturat i executat, però la seva memòria, i especialment les seves tàctiques, van exercir gran influència en els fets posteriors.
El 1749 es va fundar l'actual capital haitiana (Port-au-Prince) amb el nom de L'Hôpital. Quan França va donar suport a les colònies americanes en la seva lluita d'independència contra la Gran Bretanya un fort contingent de voluntaris de Saint-Domingue va combatre al costat de les forces franceses al territori dels actuals Estats Units. Aquesta experiència va poder haver estat important en els esdeveniments posteriors. Un terratrèmol va fer tremolar l'illa el 1751 i un altre el 1770 de magnitud 7,5 en l'escala de Richter va devastar Port-au-Prince del tot. D'acord amb l'historiador francès Moreau de Saint-Méry (1750-1819), «mentre que cap edifici va patir danys a Port-au-Prince durant el terratrèmol del 18 d'octubre de 1751, la ciutat sencera es va col·lapsar durant el terratrèmol del 3 de juny de 1770».

## Revolució haitiana
La Revolució Francesa de l'11 de setembre de 1789 va tenir un fort impacte sobre la societat racista i esclavista de la colònia. Inicialment la igualtat entre els homes proclamada per la revolució no s'aplicava als esclaus, però tampoc als mulats ni als negres lliures. Les lluites internes entre  monàrquics, girondins, jacobins, etc. i les lluites contra altres nacions es van sumar a les ja fortes contradiccions de la societat colonial. Els fets esdevinguts a França es reflectien en la colònia. Tot amb un cert retard a causa de les comunicacions.

### Primera etapa de la revolució
Comença amb el conflicte dels grans propietaris i comerciants de la colònia i els funcionaris d'aquesta. Els propietaris volien independitzar i els segons seguien molt fidels a França.

### Societat d'Amics dels Negres
Fundada fins i tot abans de la Revolució, a 1788 va tenir un important paper en les discussions sobre l'abolició de l'esclavitud. Format per un grup bastant heterogeni moguts per ideologies i interessos diferents que pretenien portar l'esclavitud a un fi. La seva acció a França, encara que en general anant darrere dels fets, va tenir una forta influència en els esdeveniments de la colònia. La seva acció va causar temor i recel entre els propietaris d'esclaus, alhora que va encoratjar les esperances d'igualtat de mulats i negres.

### Reclamacions i tensió
La nit del 28 d'octubre de 1790 un grup d'uns 350 mulats liderats per Vincent Ogé, manifesta davant l'Assemblea de Port-au-Prince exigint iguals drets per mulats i negres. La manifestació és ràpida i durament reprimida amb una sèrie d'execucions. Els seus líders aconsegueixen escapar a Santo Domingo, però després de ser lliurats pels espanyols, són condemnats al suplici i execució pública. A França, horroritzats per les notícies de la colònia, decideixen atorgar la ciutadania a un nombre molt reduït de mulats molt rics, el que agreuja encara més la situació doncs no satisfà ni als blancs ni als mulats. La tensió sorgeix també entre els petits blancs, autodenominats patriotes i els grans blancs (partidaris d'una independència a l'estil dels Estats Units, que garantís la continuïtat del sistema dels esclavistes.

### Rebel·lió dels esclaus
Totes aquestes tensions no romanen alienes als esclaus que veuen en elles l'oportunitat d'alliberar. El 14 d'agost de 1791 s'hauria produït a Bois-Cayman una cerimònia del sacerdot vudú Boukman que és considerada per molts com el punt de partida de la Revolució Haitiana. El 22 d'agost de 1791 esclata la rebel·lió al nord. Dirigits per Boukman desenes de milers d'esclaus es revolten. No solament maten a tots els blancs (molt pocs van ser respectats) sinó que destrueixen les hisendes, que representen l'instrument de l'opressió. Boukman mor al novembre i el seu cap és exhibida a Cap-Haïtien, però molts líders continuarien la lluita i l'estat d'inseguretat romandria vigent.

### Abolició de l'esclavitud
El 4 d'abril de 1792 l'Assemblea Nacional Francesa decideix atorgar la ciutadania als homes lliures de color. Per aplicar la mesura decideix enviar tres comissionats, dels quals els principals eren Léger-Félicité Sonthonax i Étienne Polverel, acompanyats d'una força de 6000 homes, que van arribar a l'Espanyola en setembre de 1792. La mesura comptaria amb la forta oposició dels blancs. Per derrotar-los, Sonthonax recorre als mulats, i amb ajuda d'aquests i les tropes lleials aconsegueix controlar tant a blancs com a esclaus. Però el febrer de 1793 es produeixen dos importants fets: França declara la guerra a Gran Bretanya i el rei Lluís XVI és executat i comença la República. Ambdós fets té immediates conseqüències en la colònia. Els realistes es revolten. El general francès Galbaud, cap de les forces en Le Cap, es revolta. Per derrotar-Sonthonax recorre no només als mulats sinó que reuneix una força de prop de 10000 esclaus als quals atorga la llibertat. Aconsegueix derrotar i expulsar Galbaud però l'alliberament de tan alt nombre d'esclaus irrita els mulats, que també eren propietaris d'esclaus. Privat del seu principal suport i ja sent imminent la invasió per part dels anglesos, busca el suport dels negres per a això el 29 d'agost de 1793, Sonthonax, decreta l'emancipació general dels esclaus al nord de Saint-Domingue, mesura que ràpidament s'estén a tota la colònia. El 4 de febrer de 1794 la Convenció Nacional Francesa declara abolida l'esclavitud dels negres en totes les colònies franceses.

### Lluites contra la Gran Bretanya i Espanya
Gran Bretanya i Espanya van veure en la rica colònia de Saint-Domingue un apetitós botí a més de l'oportunitat de privar a França d'una de les fonts de recursos. Especialment Anglaterra va enviar el 1794 una poderosa expedició el nombre exacte de tropes és incert però que pot haver estat en diverses desenes de milers que va ocupar Port-au-Prince i altres punts costaners. Espanya, per la seva banda, intent guanyar-se el favor dels esclaus prometent l'alliberament, i va atacar la colònia des de la seva part de l'illa. Els principals dirigents de la rebel·lió d'esclaus passen a lluitar per Espanya. La part francesa de l'illa estava envaïda per la Marina britànica i per les tropes espanyoles a les quals s'havien unit nombrosos monàrquics francesos blancs. Les forces franceses són derrotades en les ciutats costaneres pels anglesos i en gran part de l'interior pels espanyols.

### Toussaint Louverture
No obstant això, el 5 de maig de 1794, Toussaint Louverture, alliberador haitià que des del 1791 fins aleshores havia lluitat per a Espanya, influenciat pels comissaris i el governador-general Étienne Laveaux, s'inclina al bàndol francès. L'exèrcit que estava al seu comandament, en el qual hi havia soldats negres, mulats i fins i tot alguns blancs va atacar als seus antics aliats i els va arrabassar una desena de ciutats. En un any, i gràcies a la seva hàbil maneig de la situació, va rebutjar als espanyols fins a la frontera oriental de l'illa i va aconseguir derrotar els seus antics caps, que havien estat lleials a Espanya. En març de 1796, va salvar a Laveaux, amb problemes per la seva severitat després d'una rebel·lió de mulats a  Cap-Français.
No obstant això la lluita contra els britànics va resultar més complicada. Toussaint no va poder tirar-los ni del Nord ni de l'Oest. Al Sud, el general mulat André Rigaud aconseguia contenir, però no era capaç de rebutjar-los.
El retorn de Sonthonax com comissari civil a maig de 1796 va fer planejar ombres a les ambicions de Toussaint Louverture de convertir-se en l'únic dirigent. Va aconseguir que Lavaux i Sonthonax fossin elegits en setembre de 1796 diputats davant el Directori perquè d'aquesta manera tornessin a la metròpoli: el primer des de l'octubre, el segon a l'agost de 1797. Però per tranquil·litzar França, va enviar els seus dos fills a estudiar a París.
Gràcies a les armes arribades amb la comissió de 1796, Louverture comptava amb un exèrcit de 51000 soldats (entre ells 3000 blancs). Va reprendre la lluita contra els britànics i va tenir diverses victòries, encara que cap d'elles va ser decisiva. Cansats per aquesta resistència, després de fortes baixes degut tant a les lluites com a les malalties, davant l'amenaça d'un contraatac de Toussaint a Jamaica i amb poc a guanyar en aquesta guerra, els britànics van decidir negociar. Louverture va aconseguir apartar de les negociacions a l'últim comissari civil Julien Raimond i l'últim general en cap Hédouville, arribat al març de 1798. Per desfer-se de Hédouville, Louverture va alertar als negres del Nord, que el 16 d'octubre de 1798 es van rebel·lar contra el general, que havia ordenat el desarmament dels negres, cosa que va obligar Hédouville a reembarcar precipitadament cap a França al costat a nombrosos blancs. El 31 d'agost de 1798, els britànics deixaven l'illa de l'Espanyola.
Un cop lliure dels controls francesos, Toussaint es va girar contra el cap dels mulats, Rigaud. Louverture, secundat pels generals Jean-Jacques Dessalines i Henri Christophe, va aprofitar un incident i li va provocar, amb el que Rigaud va iniciar les hostilitats a juny de 1799 i començarà a la Guerra dels Ganivets. Des novembre la facció mulata es trobava acorralada al port estratègicament important de Jacmel, a la costa meridional.  Alexandre saps, anomenat Pétion, encapçala la defensa, i Jean Jacques Dessalines dirigeix l'assalt. La caiguda de Jacmel al març de 1800 posa fi a la revolta i Rigaud i Pétion, juntament amb altres dirigents de color, s'exilia a França. Toussaint va derrotar a les tropes del seu enemic després d'una sagnant guerra.
Desitjós de restablir l'economia del país, Louverture va publicar el 12 d'octubre de 1800 un reglament de cultius que obligava als negres a treballs forçats a les plantacions, de manera que hi va haver prou descontent. A finals d'octubre els negres del Nord es van rebel·lar i van arribar fins i tot a degollar als blancs. En pocs dies, Toussaint va dispersar acvxcvxcvxs rebels i va ordenar afusellar a 13 caps, entre els quals hi havia el seu propi nebot, el general Moise. Per aconseguir el suport dels blancs va tornar a cridar als fugits i va decretar que el catolicisme passés a ser la religió oficial.
Amb aquests fets va desplaçar als seus adversaris interns i a les autoritats franceses, encara que mai va proclamar la independència. En gener de 1801 envaeix la part espanyola de l'illa (que el 1795 havia estat cedida a França pel  Tractat de Basilea) i l'annexa, alliberant als esclaus. El mateix any (el 9 de maig), proposa un Projecte de Constitució per la qual la colònia, encara proclamant part integral de França, tindria un govern que gaudiria d'una enorme autonomia i atorgant a si mateix el govern vitalici. La Constitució és rebutjada per  Napoleó qui decideix enviar una forta expedició militar a reconquerir l'illa a més de restablir l'esclavitud.

### Expedició militar francesa del 1802
Napoleó tenia plans d'establir un gran imperi colonial a Amèrica per a això es va fer cedir l'enorme territori de la Louisiana de part d'Espanya i necessitava recuperar el control total del seu principal colònia: Saint Domingue. El gener de 1802 una forta expedició militar de 24.000 homes, al comandament del cunyat de Napoleó, el general de brigada Charles Victoire Emmanuel Leclerc, va fer arribo a Haití assolint en un primer moment l'acatament d'una part dels haitians sota falses promeses de no reinstaurar l'esclavitud i de respectar els graus militars dels haitians. En aquesta expedició tornaven Rigaud i Pétion, els líders mulats expulsats per Louverture. Els francesos van governar també l'est de l'Espanyola per un període de sis anys fins a ser expulsats per un grup de dominicans que sota el comandament de Juan Sánchez Ramírez reincorporar la part oriental al domini d'Espanya.
Però Louverture, amb l'altra part dels haitians, no es va deixar enganyar fàcilment. Es va replegar cap a posicions més segures, alhora que seguia una política de terra cremada i va signar un pacte d'amistat amb Gran Bretanya. Christophe va incendiar Li Cap davant l'arribada dels invasors. Port-de-Paix, Saint-Marc i Gonaïves córrer la mateixa sort. Els començaments de la campanya no van ser feliços per Toussaint. El general Maurepas, es va sotmetre a Port-de-Paix. Toussaint mateix va ser vençut en Ravine-à-Couleuvres i Dessalines va fracassar contra Port-au-Prince. Leclerc va intuir els plans de Toussaint i va ordenar la marxa convergent de les seves tropes contra Cayes, sobre un dels monticles s'alçava el fort de la Crete-à-Pierrot, on es va lliurar, l'11 al 24 de març, el combat més gloriós de la història haitiana. La part espanyola de l'illa tot just va oferir resistència, però a la ciutat de Santo Domingo, el governador haitià, general Paul Louverture, es va negar a lliurar la plaça, contra el desig dels dominicans, que es van aliar als francesos, qui després d'àrdua lluita van prendre la plaça.
El 2 de maig de 1802, Toussaint va oferir la seva capitulació a canvi de quedar lliure i que les seves tropes s'integressin en l'Exèrcit francès.
Promptament les promeses franceses van ser desemmascarades en arribar notícies de la reinstauració de l'esclavitud en altres colònies com  Guadalupe i amb la captura mitjançant enganys de Louverture el 7 de juny, que s'havia retirat a una hisenda, i el seu enviament a França (Fort de Joug) on mor empresonat sota dures condicions. Aquest intent de privar els haitians del seu líder va resultar en un gran fracàs perquè els militars haitians, avesats a les lluites contra anglesos i espanyols, van intuir que seguirien la mateixa sort i es van rebel·lar.
L'arrest de Toussaint, seguit d'una ordre de desarmament general de la població, va exaltar els espirtus, i Charles Belair es va proclamar general en cap dels rebels. El general Dessalines (ara en el bàndol francès) va obtenir autorització de Leclerc per combatre'l, i el va capturar en una emboscada. Jutjat davant un Consell de guerra, Belair va ser afusellat.

### Conseqüències de la independència haitiana
- La colònia es va independitzar de França amb el nom d'Haití. És la segona nació americana a independitzar-se, després dels Estats Units. Es considera, així mateix, la primera república negra del món i una de les poques rebel·lions d'esclaus culminada amb èxit.
- L'esclavitud, base de l'economia, és abolida.
- Els blancs, amb molt poques excepcions, són exterminats o expulsats del país pel que aquest queda habitat i governat per negres i mulats.
- L'economia de les plantacions, sense el seu suport a l'esclavitud, cau bruscament (tot i diversos intents de reactivar mitjançant treballs forçats remunerats) sent substituïda majorment per una economia de subsistència a l'estil africà.
- Haití pateix un llarg període d'aïllament internacional promogut, fonamentalment, per les potències europees, França i els Estats Units que no admetien l'existència d'una nació governada per ex-esclaus el que implicava una amenaça per als seus propis sistemes esclavistes.
- Com a conseqüència addicional, França, sota la direcció de Napoleó en veure fracassada la seva aventura colonial a Amèrica ven la Louisiana als Estats Units en 1803, duplicant el territori d'aquest país i obrint el camí per a la seva expansió cap a l'oest.
- A més la Revolució Haitiana va tenir conseqüències en tota la zona del Carib, assestant un dur cop al sistema esclavista predominant en la regió. El 1804 es declara l'abolició de l'esclavitud a Haití. Cap al 1830 els anglesos van abolir l'esclavitud a les seves colònies.

### Etapes
La lluita per la independència a Haití es va desenvolupar en diverses etapes. A la primera, els grans terratinents, els esclaus, els comerciants i els blancs pobres-anomenats petits blancs - es van solidaritzar amb el moviment revolucionari que havia esclatat a la metròpoli i van formar una assemblea local, que reivindicava la fi del pacte colonial. En una segona etapa, els mulats lliures van començar a donar suport a la revolució metropolitana, creient que amb això obtindrien dels blancs residents a la colònia la plena igualtat de drets per als homes lliures, independentment del color. No obstant això, el 1790 els plantadors blancs van reprimir ferotgement les reivindicacions dels lliberts. I aquests, al seu torn, no van tenir altra alternativa que aliar-se, un any després, amb dos grups d'esclaus revoltats o marrons.

### Guerra del Francès
La política de sang inaugurada per Leclerc va fer veure als oficials de color que no havia seguretat per a ells al costat dels francesos. Així, en la nit del  13 al 14 d'octubre de 1802, el mulat Pétion i Clerveaux desertar. Christophe i Dessalines no van trigar a unir-se'ls. Des d'aquest moment les bandes que rondaven pels camps van tenir líders i es va iniciar la veritable guerra d'alliberament.
Mentrestant, Leclerc va morir de febre groga i va prendre el comandament el general Rochambeau, la tirania alienar a França les últimes simpaties dels haitians.
Pétion, va reconèixer a Dessalines general en cap dels rebels (amb motiu a la conferència secreta de Arcahaie), i aquest fet va fer que la majoria dels caps de banda s'agrupessin al voltant de l'últim.
A finals de 1802, Dessalines, assistit per Christophe i Pétion prenen la direcció de la lluita per la independència radicalitzant el llegat de Louverture. Aconsegueixen la unitat de negres i mulats.
Fins a 1803, el Sud havia assistit als esdeveniments sense prendre part de la rebel·lió. Al final, el general Nicolas Geffrard el va arrossegar al moviment alliberador.
Dessalines va desplegar una activitat extraordinària des de novembre de 1802, per tot el Nord-oest i l'Oest. Després de crear el 18 de maig de 1803 la bandera nacional, fraternizó a la plana de Cayes amb Geffrard.
La lluita es va generalitzar contra l'exèrcit cada vegada més reduït de Rochambeau, i després d'una sèrie de campanyes (Jérémie, Jacmel, Saint-Marc, Fort-Liberté i Anse-à-Veau), l'11 d'octubre, Port-au-Prince va capitular i el 17 Geffrard va entrar a Les Cayes. A final de mes, França sol conservava el molècules Saint-Nicolas i Le Cap, que Dessalines va resoldre prendre, per a això va concentrar 20000 homes en limbe. Comprenent que un lloc en regla era preferible a una ofensiva, va començar el 18 de novembre a bombardejar els fort de Breda i de Charrier. Aquesta campanya que va culminar el 18 de novembre de 1803 amb la decisiva victòria haitiana a la batalla de Vertierres, que va obligar les tropes franceses a capitular a Le Cap. El 4 de desembre, Rochambeau capitular en el mole Saint-Nicolas, acabant d'aquesta manera la guerra d'independència.

## Primers anys d'independència

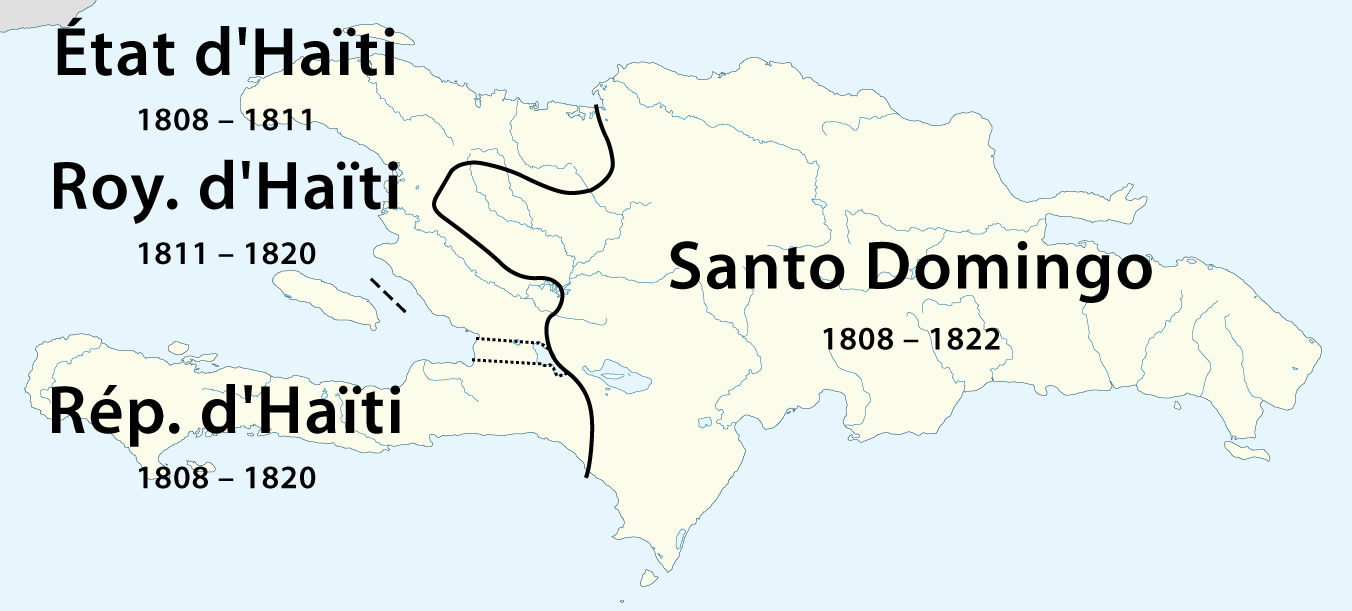
Divisió d'Haití entre 1808 i 1820

L'1 de gener de 1804 Dessalines va proclamar la independència a Gonaïves. D'aquesta manera Haití es va convertir en el primer Estat independent d'Amèrica Llatina.
Dessalines, un esclau nascut en una plantació del Nord, va quedar com a cap del recent Estat haitià. Va decidir després del seu primer any de mandat proclamant-se a si mateix Emperador del país amb el nom de Jacques I, donant lloc a l'Imperi d'Haití. L'emperador va donar al seu govern una forta empremta nacionalista però alhora va buscar consolidar el seu poder personal creant un Estat autocràtic, similar al que naixia a França durant aquests anys. Els seus mètodes autoritaris, derivats de la implementació del «fermage» (sistema d'arrendament de terreny agrícola a conrear), i una suma de lluites en tota l'illa van portar a una decadència de l'imperi, el que va donar com a resultat que l'est de l'illa fos recuperat pels espanyols, mentre que a l'oest es constituís un complot entre els generals Christophe i Petion que va donar com a resultat el seu assassinat en 1806. Els instigadors del complot, per les seves divergències, lliuraven lluites pel lideratge que van desembocar en la divisió del territori des de 1806 i una guerra declarada com a tal fins a 1810. Henri Christophe, un antic esclau, va establir al nord l'Estat d'Haití, que l'any 1811 es va convertir en el Regne d'Haití, proclamant com a rei Henri I, al sud, el mulat Alexandre Pétion va governar la República d'Haití, que va brindar ampli suport en armes i diners a Simón Bolívar, a canvi de l'abolició de l'esclavitud en els territoris que fossin alliberats. Pétion estava convençut que només la independència de tota Amèrica garantiria la d'Haití, assetjat per les potències europees i per Estats Units. Mort Pétion en 1818, el general Jean Pierre Boyer és seleccionat president de la república i quan Henri I es suïcida, reconquesta al nord del país a 1820 consolidant la república.

### Negatives a la independència
El president nord-americà Thomas Jefferson es va negar a reconèixer la independència d'Haití. Cedint a les pressions de França i d'Espanya, el Congrés dels Estats Units va prohibir el comerç amb Haití, afegint un més als bloquejos que embarguen a la naixent república negra.
Haití obté en 1826 el reconeixement de França a canvi de 150 milions de francs-or. Posteriorment ho fa el Regne Unit. Durant molts anys la terra del llegendari general Sabés «Petion» va romandre aïllada. Hi va haver d'esperar 60 anys perquè fos reconeguda pel Vaticà, i Estats Units ho va fer durant la presidència d'Abraham Lincoln. El govern de Colòmbia no li va estendre fórmula diplomàtica. De fet, a 1870 finalment acrediten un diplomàtic veneçolà a Haití.

## Des de la reunificació fins a l'actualitat

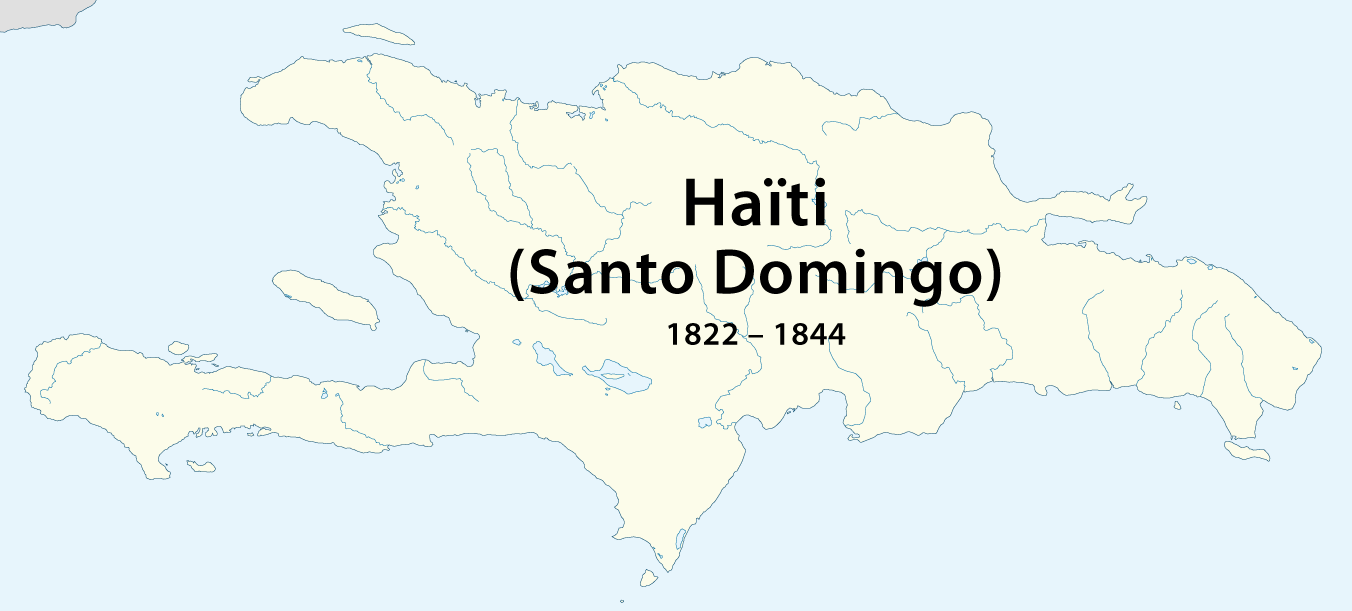
La República d'Haití entre 1822 i 1844

El 8 de novembre de 1821, Andrés Amarante encapçala en Beler, a la  colònia espanyola de Santo Domingo, un moviment independentista i és proclamada l'annexió a la República d'Haití, una setmana més tard (15 de nov.) ell repetiria aquesta acció a  Montecristi. Aquests fets van alarmar a un grup que des Santo Domingo, planejava l'annexió a  Colòmbia encapçalat per José Núñez de Càceres, que van decidir prendre la plaça militar i retenir el senyor Pascual Reial, governador espanyol de la colònia.
L'endemà, l'1 de desembre de 1821, va ser declarada a Santo Domingo la independència de l'Haití Español del Regne d'Espanya, amb la idea d'unir-se al projecte de la Gran Colòmbia de Simón Bolívar, això va ser recolzat per l'aristocràcia colonial blanca  criolla i espanyola però no així per la majoria afrodescendent, que es va sentir ignorada en les seves peticions de tenir les mateixes oportunitats i drets que la població blanca tenia. Aquesta discriminació, unida als maltractaments, l'esclavitud persistent i els segrestos de quarterons (gairebé blancs), mulats i negres lliberts per vendre'ls com a esclaus va fer que els afrodescendents preferissin la unió amb l'antiga colònia francesa.
A Haití es veia a la unificació de l'illa com una forma de consolidar la seva independència, que no era reconeguda ni per França ni per Espanya, a més es considerava que això alliberaria als mulats i negres de tota l'illa de la "opressió blanca", alhora de complir amb l'article 40 de la Constitució d'Haití, que donava per límits territorials d'aquest estat, tota l'extensió de l'illa i les illes adjacents, així també com la Constitució de Toussaint L'Ouverture de gener de 1801 que proclamava: "l'illa és una i indivisible".
El 13 de desembre, el pavelló haitià va ser enarborat per la població de  Puerto Plata, un parell de dies més tard aquesta acció va ser seguida per la població local de Dajabón, el dia 29 una rebel·lió a  Santiago proclama l'annexió a Haití. El 4 de gener de 1822, el comandant de  La Vega es va pronunciar per la unitat amb Haití; pocs dies després Azua, Cotuí, San Juan,  Xamaná, Neyba, Bánica,  San Rafael,  San Miguel, Infla, entre altres pobles, van emular aquestes accions. La manca de suport al procés independentista a l'interior del país, va fer que en el 19 de gener, José Núñez de Càceres, qui exercia la presidència del nou Estat, li comuniqués a Jean-Pierre Boyer que el seu govern es col·locava a l'empara de les lleis de la República d'Haití.
Boyer va sortir de Port Príncep amb el seu exèrcit el 28 de gener, arribant a Sant Carles (als afores de Sant Domingo) el 8 de febrer, l'endemà (9 de febrer) va arribar a Santo Domingo i va fer la seva entrada per la ciutat a les set del matí. El Dr Núnez de Càceres li va oferir les claus de la ciutat a Boyer, però aquest es va negar dient «no he entrat en aquesta ciutat com a conqueridor sinó per la voluntat dels seus habitants», després en aquest mateix dia va abolir l'esclavitud a les zones recentment annexades. Dies més tard, va dividir l'illa en sis departaments i va designar als governadors.
A la població blanca de la part oriental de l'illa se li va negar el dret a la ciutadania haitiana, i els van ser confiscades nombroses propietats el que va augmentar la seva disconformitat amb el nou govern.
El 1823, l'antiga metròpoli, França, va condicionar el reconeixement de la independència haitiana i l'aixecament del bloqueig econòmic al pagament de l'elevada suma abans referida com a indemnització a les pèrdues dels colons francesos i a un descompte del 50% en els impostos als vaixells i les mercaderies franceses. A partir de 1826 després d'una negociació, Haití comença a pagar aquesta crida deute francès, per a això van ser establerts impostos exorbitants i restablertes les plantacions. Malgrat això l'economia va créixer robustament causa de dues raons, primer a les confiscacions i la distribució de la propietat, i segon, a l'obertura al comerç internacional.

### Inici de la decadència econòmica
L'esclat d'una crisi econòmica a Europa el 1836 va causar un descens en valor de les exportacions i va provocar una  espiral inflacionària que va afectar greument a l'economia. A partir de 1837 van ser contractats nombrosos crèdits (únicament amb bancs francesos a causa del tractat amb França) que van sotmetre el país a una greu crisi econòmica amb una creixent deute extern.
Els successos següents van reflectir la pugna entre les autoritats  mulates i les masses populars afro-descendents.
El 1843 el general Boyer va ser deposat en una revolta militar liderada per Charles Rivière-Herard i obligat a exiliar-se a França, el que es va traduir en el restabliment per breu temps del sistema parlamentari i en l'aprovació de la Constitució de 1843. Un any després Rivière-Herard seria substituït per Philippe Guerrier, després de recuperar el seu  independència la part orienta, aquesta vegada amb el nom de República Dominicana, independència que no seria reconeguda per l'estat haitià fins a 1867. Guerrier seria substituït per Jean-Louis Pierrot el 1845, i aquest per Jean-Baptiste Riche el 1846.

### Soulouque
L'1 de març de 1847, el general Faustin Soulouque va ser triat President de la República, però contràriament a l'imaginat pels senadors Ardouin i Dupuy, que havien promocionat la seva elecció creient que seria fàcilment manejable, va demostrar la seva forta voluntat i va començar a afavorir els negres contra els mulats. Una conspiració d'aquests va ser reprimida amb confiscacions, proscripcions i execucions. Els soldats negres van efectuar una matança general a Port-au-Prince, que només va cessar quan el cònsol francès Charles Reybaud amenaçar amb un desembarcament de soldats del seu país.
En 1848, Soulouque va ser designat President Vitalici d'Haití, d'acord amb la constitució de 1846. En març de 1849 va envair la República Dominicana amb un exèrcit de 4000 homes, però va ser derrotat pel general Pedro Santana, president dominicà, el 21 d'abril d'aquest any en els veïnatges de Ocoa i va haver de retirar-se.
El 26 d'agost de 1849 el Senat va proclamar l'Imperi d'Haití i al general Soulouque com a emperador amb el nom de Faustin I, per decisió unànime del Poder Legislatiu. Es va envoltar d'una luxosa cort, va crear una nova noblesa haitiana, va fundar ordres civils i militars i va emetre una Constitució autoritària. El desembre de 1849 va casar amb Adelina lÉvêque. El 18 d'abril de 1852, en unió del seu consort, va ser coronat amb gran pompa pel vicari de Port-au-Prince.
A finals de 1855 va envair novament la República Dominicana i una altra vegada va ser derrotat per Santana, i l'any següent va fracassar en un altre intent.
La crisi econòmica es va apoderar del país i hi va haver diverses insurreccions, que van ser durament reprimides. El desembre de 1858 va esclatar una nova revolta, encapçalada pel general Fabre Geffrard, duc de Tabara, que després de diversos xocs amb les forces imperials va entrar a la capital el 15 de gener de 1859. Els soldats de Faustin I es van negar a combatre i el monarca es va refugiar al consolat francès. Poc després se li va permetre abandonar el país amb rumb a Jamaica, a bord del vaixell britànic Melbourne, portant amb si a la seva família i copioses riqueses en diners i pedres precioses. Els seus béns en Haití van ser confiscats per les noves autoritats.

### República
Geffrard restaurar la República. Va negociar un concordat amb el Vaticà, signat a Roma el 28 de març de 1860. Els Estats Units van reconèixer a Haití per decisió d'Abraham Lincoln, el 5 de juny de 1862. El govern de Geffrard impulsar l'educació pública primària i superior. El seu codi rural de 1863 va instaurar el treball obligatori per construir carreteres, canals i aqüeductes. Va fomentar les exportacions de cotó i va reduir l'exèrcit de meitat. Malgrat tot, les finances van seguir sent fràgils. En 1865 va reprimir una revolta amb l'ajuda la marina  britànica. Davant un aixecament de tota la regió del Artibonito, Geffrad dimitir el 13 de març de 1867.
L'autoritarisme i la inestabilitat política van esdevenir la norma, implicant successions de rebel·lions. El nou president, Sylvain Salnave, va excitar a partir d'octubre de 1867 a la població contra la Cambra de Diputats i la va tancar. Grups armats sempre a punt a la rebel·lió, van constituir l'espasa de Dàmocles de tots els dirigents, fins i tot els que es van basar en ells per accedir al poder. Diversos cops d'Estat es van succeir, sent deposat Salnave el 1869 i succeït per Nissage Saget. El juny de 1872 el govern  alemany va utilitzar la força militar perquè l'Estat haitià reemborsarà un deute a ciutadans alemanys. Saget va ser deposat en 1874, sent succeït per Michel Domingue qui va promulgar una nova Constitució. Domingue va romandre en el poder durant dos anys, fins a 1876, quan va accedir a la presidència Pierre Théoma Boisrond-Canal.
El president constitucional Lysius Salomon, qui va substituir a Joseph Lamothe, breument president provisional després de la caiguda de Boisrond-Canal el 1879, va aconseguir complir el període de set anys entre 1879 i 1886, va crear ell Banc Nacional, va reprendre i completar els pagaments a França, va enfortir l'ensenyament secundari i rural, modernitzar el servei de correu i va aixafar a 1883 i 1884 sengles rebel·lions. Es va fer reelegir per un altre període de 7 anys, però en 1887, tant Port-au-Prince com diverses províncies es van rebel·lar i Salomon va ser enderrocat l'agost de 1888, després del que es van succeir ràpidament tres presidents: de nou Pierre Théoma Boisrond-Canal (a partir del 10 d'agost de 1888, aquesta vegada en qualitat de president provisional), François Denys legitimi (a partir del 16 d'octubre de 1888, en qualitat de president) i Monpoint Jeune (a partir del 23 d'agost de 1889, en qualitat de president provisional).
Després de més d'un any de situació anàrquica, Florvil Hyppolite va ser designat pel Consell Constitucional com a president per al període 1889 - 1896. El seu govern va atorgar amnistia general per als presos polítics i exiliats haitians i emprendre plans d'obres públiques per millorar els ports, mercats, xarxes hidràuliques, telègrafs i telèfons. En 1891 va enfrontar la voluntat dels Estats Units de fer-se concedir la punta nord-oest del país: el moll de Sant Nicolau. Hyppolite va morir el 1896 d'infart cardíac poc abans d'acabar el seu període presidencial.
El 6 de desembre de 1897, després de l'empresonament del resident alemany Lüders, Alemanya va enviar a Haití dos vaixells de guerra per exigir una indemnització exorbitant i les excuses oficials del president Tirésias Simon Sam, que va ser així humiliat i desprestigiat i va acabar renunciant el 12 de maig de 1902. Les lluites entre faccions militars van reprendre. Pierre Nord Alexis es va sostenir però com a president sis anys entre desembre de 1902 i desembre de 1908, quan va ser enderrocat després d'intentar erigir com a president vitalici. Segueix un període d'inestabilitat, un president derrocava a un altre i vuit es van succeir entre la caiguda d'Alexis i el final de l'any 1915.

### Intervenció dels Estats Units
A partir de 1908 les companyies nord-americanes van negociar concessions per construir ferrocarrils i desenvolupar plantacions de bananes que van implicar l'expropiació de camperols. El 1910 Citibank va comprar una part important del Banque de la République d'Haití, banc central que disposava del monopoli sobre l'emissió de bitllets.
El 1910 un consorci internacional de bancs va refinançar el deute d'Haití i va prendre el control de les finances del país. El 17 de desembre de 1914, sota la presidència haitiana de Joseph Davilmar Théodore, aquests bancs van aconseguir que Woodrow Wilson, llavors president dels Estats Units, enviés els marines, que amb el pretext de protegir les reserves d'or d'Haití les van portar a caixes fortes de Nova York. Vuit mesos després, després del col·lapse de la dictadura de Vilbrun Guillaume Sam, el 28 de juliol de 1915 els marines van ocupar el país per evitar l'arribada al govern del líder rebel i metge Rosalvo Babau, van contrarestar la influència dels empresaris alemanys i van assegurar l'aprovació pel Parlament de la «legislació progressista» dictada pels bancs, posant a Philippe Sudre Dartiguenave com a President. El 1922 Dartiguenave va ser substituït per Louis Borno, qui va presidir el país sota la resta de l'ocupació nord-americana, fins al 1930.
Els marines van col·locar a Port-au-Prince sota llei marcial i després van sotmetre la resistència armada de les zones rurals, executant el líder de la resistència Charlemagne Peralt. La productora i exportadora de sucre Haitian American Sugar Company va esdevenir la segona empresa del país fins a la seva liquidació el 1987. El Banc de la Nació, que va esdevenir sucursal del Citibank, que va ser criticat per pràctiques injustes, com la negativa a pagar a Haití els interessos sobre els diners dipositats en els seus comptes, interessos que va pagar després de 1922, però només un percentatge del 2%, en comptes del 3,5% concedit als altres dipositaris equivalents la qual cosa segons el senador i economista Paul Douglas, equivalia a una pèrdua d'un milió de dòlars.
El desembre de 1929 a Les Cayes, els marines van matar a deu camperols haitians durant una marxa per protestar per la situació econòmica. Als Estats Units, en plena Gran Depressió, van créixer les veus inconformes amb l'ocupació d'Haití.
Sténio Vincent, destacat opositor a l'ocupació militar nord-americana, va ser escollit com a president per l'Assemblea Nacional triada pel poble el 1930. L'agost de 1934 el president Franklin D. Roosevelt va ordenar la retirada d'Haití de les tropes nord-americanes i el 1935 un plebiscit va estendre el període presidencial de Vincent fins al 1941 i va establir l'elecció presidencial per vot popular directe.

### Massacre del julivert
Entre el 28 de setembre i el 8 d'octubre de 1937 van ser assassinats 15.000 haitians per l'exèrcit  dominicà a la frontera entre els dos països, en compliment d'una ordre del president Rafael Leónidas Trujillo. La matança va començar a Bànica amb la mort de 300 persones, segons va declarar el mateix Trujillo a Dajabon, on van ser mortes altres 500 persones i va continuar al llarg de la frontera on el dictador dominicà va propiciar una neteja ètnica. Fins al 5 d'octubre milers d'haitians van aconseguir fugir cap a Haití però a partir d'aquest dia la frontera va ser tancada per ordre de Trujillo i els altres haitians de la zona fronterera van ser exterminats: tota persona que no es podia expressar bé en  espanyol la paraula «perejil» era assassinada.
Encara que el govern de Vincent va fer el possible per sostenir bones relacions amb el dictador Trujillo, les protestes populars a Haití i les denúncies internacionals van obligar a Trujillo a acordar el pagament a Haití d'una indemnització per la matança, per un total de 750 mil dòlars, amb un primer pagament immediat de 250 mil.

### Història contemporània
El 1941 Élie Lescot va succeir a Vincent, però després del cop d'estat que el va enderrocar el 1946, Haití va quedar sota govern militar, sent nomenat el 1950 president Paul Eugène Magloire fins a la vaga general del desembre de 1956. El 1957 va ser triat com a President d'Haití François Duvalier, conegut popularment com a Papa Doc, qui va governar dictatorialment amb ajuda militar i financera dels Estats Units. El 22 de desembre de 1958 a la frontera dominico-haitiana entre Jimaní i Mal Passi, Trujillo i Duvalier van signar un acord de mútua protecció que establia entre altres coses que cap dels dos governs permetria als seus respectius territoris activitats subversives en contra d'algun d'ells, així com el control de les activitats dels exiliats polítics. El 1959 va crear la Milice volontaires de la sécurité Nationale (MVSN), coneguda popularment com a Tonton Macoute, una violenta milícia que li va servir per consolidar el seu poder. El 19 d'abril de 1963 es va descobrir una conjura militar contra Duvalier, encapçalada pel tinent François Benoit, donant lloc a un conflicte diplomàtic amb el president dominicà, Juan Bosch.
El 1964 es va fer proclamar president vitalici. El seu fill Jean-Claude Duvalier (Baby Doc) el va succeir el 1971. El gener de 1986 una insurrecció popular el va obligar a exiliar-se i l'exèrcit prengué el control del poder mitjançant la formació d'un Consell Nacional de Govern, presidit pel general Henri Namphy.

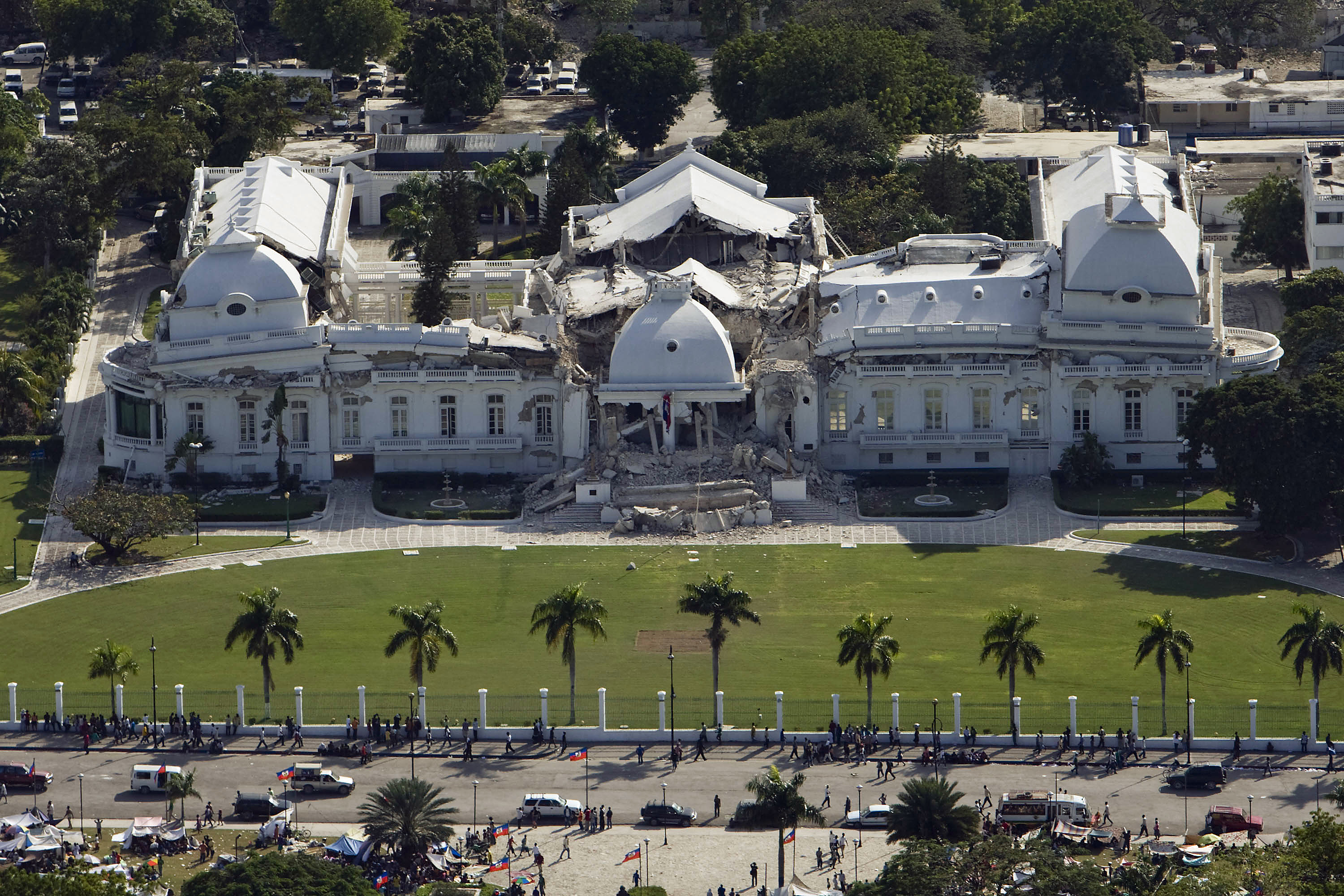
Vista del Palau Nacional d'Haití, ensorrat després del terratrèmol del 12 gener de 2010.

El gener de 1988 va ser president Leslie François Manigat, deposat el juliol del mateix any per Namphy. Enderrocat al seu torn per Prosper Avril, deposat en 1990. Després d'una presidència provisional de Ertha Pascal Trouillot, deposada per un cop d'Estat, va ser president electe a partir de febrer de 1991 Jean-Bertrand Aristide.
Jean-Bertrand Aristide és també deposat per un cop d'estat l'any 2004. D'aquí van ressorgir violents episodis que van culminar en l'ocupació d'Haití per part dels Cascos Blaus de l'ONU. El 2006 René Préval resulta president electe del país.
El dimarts 12 de gener de 2010 es va produir un terratrèmol de magnitud 7,3 a l'escala de Richter, a menys de 10 quilòmetres de profunditat, convertint-se en més fort i devastador que la bomba d'Hiroshima. Es van estimar més de quaranta rèpliques, i hi va haver més de 316.000 morts, segons el govern haitià. Van col·lapsar el 70% de les edificacions estatals incloent part del Palau Nacional, alguns hospitals i escoles. Es diu que entre les causes de la tremolor ha una falla tectònica que creua la capital del país. Pocs dies més tard, el 20 de gener, es va produir un nou terratrèmol de magnitud 6,1 a l'escala de Richter.
El 7 de juliol de 2021, un escamot de 26 ex-militars colombians i dos estatunidencs va assassinar el president Jovenel Moïse a Pétion-Ville.

## Cronologia
- 1492: arribada a l'illa de Cristòfor Colom
- 1517: autorització del tràfic de negres esclaus per Carles V
- 1697: separació de l'illa entre França i Espanya sota el tractat de Ryswick
- 1685: promulgació del Codi Negre sota Lluís XIV
- 1790: assemblea colonial pels colons blancs
- 1791: revolta dels esclaus
- 1793: alliberament dels esclaus de Saint-Domingue pels comissaris Sonthonax i Polverel
- 1794: abolició general de l'esclavitud per la Convenció
- 1801: promulgació d'una constitució sota Toussaint-Louverture
- 1802: pacte d'amistat amb Gran Bretanya. Expedició napoleònica de Leclerc
- 1804: Independència d'Haití
- 1822: Haití ocupa la part hispana de l'illa de l'Espanyola (Santo Domingo)
- 1826: reconeixement de la independència per França, contra una indemnització de 150 milions de francs-or
- 1844: Haití perd el control sobre la part est. Independència de la República Dominicana
- 1915 - 1934: ocupació militar Estats Units
- 1957: elecció de François Duvalier
- 1971: Jean-Claude Duvalier succeeix al seu pare el 22 d'abril
- 1986: fur i exili de Jean-Claude Duvalier (7 de febrer de 1986)
- 1988: Leslie Manigat (7 febrer 1988 - 20 de juny de 1988) (candidat a l'elecció presidencial de 2006)
- 1988: Henri Namphy (20 juny 1988 - 18 de setembre de 1988)
- 1988: Prosper Avril (18 setembre 1988 - 10 de març de 1990)
- 1990: Ertha Pascal-Trouillot (18 de març de 1990 - 7 febrer 1991)
- 1990: elecció de Jean-Bertrand Aristide (víctima d'un cop d'estat el 30 de setembre de 1991. Després de tres anys d'exili, torna al país el 15 d'octubre de 1994 per acabar el seu mandat)
- 1996: elecció de  René García Préval (7 de febrer de 1996 - 7 febrer 2001)
- 2001: elecció de Jean-Bertrand Aristide
- 2004: deposició i exili forçat de Jean-Bertrand Aristide. Instauració del govern interí
- 2004: Boniface Alexandre (president provisional del 29 de febrer d'aquest any cronològic al 14 de maig de 2006)
- 2006: elecció de René Préval
- 2010: un catastròfic  terratrèmol de categoria 7,3 en l'escala de Richter sacseja l'illa, deixant com saldo almenys 500.000 morts, milers de ferits i afectats, destruint la major part de la ciutat i importants monuments nacionals. Això va despertar la solidaritat mundialment, recibendo ajuda de tota mena de diferents països.